# موسوعة إتش. بي. لافكرافت
موسوعة إتش. بّي. لافكرافت هي عمل مرجعي من تأليف إس. تي. جوشي وديفيد إي. شولتز، تركز على حياة وأعمال كاتب أدب الرعب الأمريكي المعروف هوارد فيليبس لافكرافت. صدر الكتاب لأول مرة في عام 2001 عن مجموعة جرينوود للنشر، وأعيد نشره لاحقًا في نسخة ورقية معدلة قليلاً بواسطة دار نشر هيبوكامبوس.
يحتوي الكتاب على مدخلات لكل قصص لافكرافت، ويتضمن ذلك ملخصات وتواريخ النشر وعدد الكلمات. كما يضم أشخاصًا من حياة لافكرافت، إضافة إلى مجموعة مختارة من الكُتّاب الذين أثروا في أعماله.
الشخصيات الخيالية في أعمال لافكرافت تحتوي على مداخل قصيرة، إلا أن معظم المواضيع المرتبطة بأسطورة كثولو ليست مشمولة. يوضح المؤلفون أن "الآلهة" لا تظهر غالبًا كشخصيات فعلية في القصص، لذا لا توجد مداخل خاصة بها، باستثناءات نادرة.

## المؤلفون
- إس. تي. جوشي هو مؤلف كتاب "إتش. بي. لافكرافت: حياة [الإنجليزية]‏" ومحرر لعدة مجموعات من أعمال لافكرافت، بما في ذلك النسخ المصححة من إصدارات دار أركام [الإنجليزية]‏.
- ديفيد إي. شولتز هو محرر النسخة النقدية من كتاب "لافكرافت: دفتر الأفكار" (1987). وبالتعاون مع جوشي، قام بتحرير عدة مجلدات من كتابات لافكرافت وأمبروز بيرس.